# Старі друзі
«Старі друзі» («Старые друзья») — радянський двосерійний телефільм 1977 року, знятий режисером Олександром Бєлінським на студії «Лентелефільм».

## Сюжет
Телефільм за однойменною п'єсою Л. Малюгіна.
Про ленінградських школярів, які закінчили школу 1941 року. Прийшовши на день народження до колишньої однокласниці, вони веселяться, співають, читають вірші, освідчуються їй у коханні та п'ють за те, щоб щороку цього дня зустрічатися. А наступного дня розпочалася війна, відсунувши надовго, а для когось — назавжди — плани, мрії, надії…

## У ролях
- Євгенія Уралова — Єлизавета Іванівна Федотова, мати Тоні, вчителька
- Наталія Данилова — Тоня Федотова
- Сергій Межов — Олександр Зайцев
- Леонід Ворон — Володимир Дорохін
- Олександр Шевельов — Сеня
- Наталія Леонова — Тамара
- Михайло Долгінін — Льоша Суботін
- Олена Нікітіна — Сіма
- Олена Драпеко — Дуся Рязанова
- Андрій Толубєєв — Аркадій Лясковський, військовий фотокореспондент
- Олександр Тереханов — поранений на милицях
- Тетяна Назарчук — медсестра Марина
- Дмитро Корольов — Бобочка
- Леонард Борисевич — директор школи
- Марина Левтова — Милочка, школярка
- Олег Лєтніков — поранений Василь
- Олександр Захаров — поранений
- Сергій Лосєв — міліціонер
- Ірина Овтіна — епізод

## Знімальна група
- Режисер — Олександр Бєлінський
- Сценарист — Леонід Малюгін
- Оператор — Роман Черняк
- Композитор — Георгій Портнов
- Художник — Володимир Лебедєв